# Sören Börjesson
Sören Börjesson (Göteborg, 1956. március 4. – Göteborg, 2024. szeptember 26.) válogatott svéd labdarúgó, csatár, edző.

## Pályafutása

### Klubcsapatban
1972-ig a Hovås IF, 1973 és 1985 között az Örgryte IS, 1986–87-ben a Djurgårdens IF labdarúgója volt. 1988-ban a Billdals IK csapatában fejezte be az aktív játékot. Az 1985-as idényben bajnoki címet nyert az Örgryte csapatával és holtversenyben bajnoki gólkirály lett.

### A válogatottban
1981 és 1983 között öt alkalommal szerepelt a svéd válogatottban.

### Edzőként
2006-ban, 2017-ben és 2020-ban a Örgryte IS vezetőedzőjeként dolgozott.

## Sikerei, díjai
Örgryte IS
- Svéd bajnokság
  - bajnok: 1985
  - gólkirály: 1985 (10 góllal, Peter Karlssonnal és Billy Lansdowne-nal holtversenyben)